# Mesosa yayeyamai
Mesosa yayeyamai är en skalbaggsart som beskrevs av Stefan von Breuning 1955. Mesosa yayeyamai ingår i släktet Mesosa och familjen långhorningar. Inga underarter finns listade i Catalogue of Life.